# آنری اروئن
آنری اروئن (انگلیسی: Henri Hérouin; ۱۹ فوریهٔ ۱۸۷۶ – نامشخص) کماندار اهل فرانسه بود.